# Ośno Górne
Ośno Górne – wieś sołecka w Polsce, położona w województwie wielkopolskim, w powiecie konińskim, w gminie Sompolno, na zachód od jeziora Lubotyń. 
| SIMC    | Nazwa      | Rodzaj    |
| ------- | ---------- | --------- |
| 0295679 | Ośno Dolne | część wsi |

Odnotowano osadnictwo na obszarze współczesnego Ośna Górnego w okresie neolitu. 
W drugiej połowie XIX wieku miejscowość, określana w Słownik geograficzny Królestwa Polskiego jako Ośno Nagórne, liczyła 76 mieszkańców, a Ośno Nadolne 135. Obie przynależały do gminy Wierzbie w powiecie nieszawskim. W roku 1827 wsie liczyły odpowiednio: 140 i 59 mieszkańców. W 1860 w Ośnie Górnym urodził się Hieronim Łopaciński. 
W latach 1954–1972 wieś była siedzibą gromady Ośno Górne. W latach 1975–1998 miejscowość administracyjnie należała do województwa konińskiego. Według danych z roku 2009 liczyła 221 mieszkańców.
W gminnej ewidencji zabytków ujęty jest znajdujący się we wsi zespół dworski z połowy XIX wieku, który tworzą budynki dawnego dworu oraz dawnej stajni. We wsi znajduje się szkoła podstawowa wchodząca w skład zespołu szkół w Mąkolnie.